# Блонди (комикс)
Блонди — американский газетный комикс, созданный художником Чиком Янгом, и имя его главной героини. Первая история была опубликована 8 сентября 1930 года.
Уже в первые годы после своего создания комикс получил большую популярность, что привело к выходу в конце 1930-х годов радио- и телесериала на основе его сюжетов. Чик Янг продолжал создавать этот комикс до своей смерти в 1973 году, после чего дело перешло к его сыну, Дину Янгу. Совместно с Янгом над комиксом в разное время работали многие известные художники комиксов.
Комикс комически изображает повседневную жизнь семейной пары, Блонди Будабуп и её мужа Дагвуда Бамстеда, сына богатого промышленника, стереотипного «недотёпы и растяпы», а также двух их детей. «Свадьба» героев состоялась не в первой истории, а через три года после начала выхода комикса, в 1933 году.
Комикс «Блонди» выпускается до сих пор, публикуется в 2000 газет на территории 47 стран, переведён на 35 языков, им получено несколько престижных премий.